# Paraplotosus
Paraplotosus – rodzaj morskich ryb sumokształtnych z rodziny plotosowatych (Plotosidae).

## Klasyfikacja
Gatunki zaliczane do tego rodzaju:
- Paraplotosus albilabris
- Paraplotosus butleri
- Paraplotosus muelleri

Gatunkiem typowym jest Plotosus albilabris (Paraplotosus albilabris).